# Molly Weasley
Molly Weasley (rojena Molly Prewett) je izmišljena oseba iz serije Harry Potter pisateljice J. K. Rowling.
Je žena Arthurja Weasleyja in mati sedmih otrok (Bill, Charlie, Percy, Fred, George, Ron in Ginny Weasley). Za Harryja Potterja skrbi kot za lastnega sina in Harryju nadomešča mati, ki je nikoli ni imel.
Po Harryjevih besedah je izvrstna kuharica.